# Follá (pera)
Follá ( en el Centro de Investigaciones Agrarias Mabegondo (CIAM) conocida como: Follá CO26) es el nombre de una variedad cultivar de pera europea Pyrus communis. Esta pera está cultivada en la colección de la Centro de Investigaciones Agrarias Mabegondo (CIAM) con la accesión identificativa "CO26", procedente de un espécimen encontrado en la Provincia de La Coruña. Esta pera también está cultivada en diversos viveros entre ellos algunos dedicados a conservación de árboles frutales en peligro de desaparición. Esta pera es originaria de Galicia, donde tuvo su mejor época de cultivo comercial antes de la década de 1960, y actualmente en menor medida aún se encuentra.

## Sinonimia
- "Pera Follá de Galicia",[7]
- "Follá CO26",[8]
- "Pero Follá Galego",[9][10]
- "Pero de Ouro".[11]

## Historia
'Follá' está considerada incluida en las variedades locales autóctonas muy antiguas, cuyo cultivo se centraba en comarcas muy definidas. Se caracterizaban por su buena adaptación a sus ecosistemas y podrían tener interés genético en virtud de su adaptación. Se encontraban diseminadas por todas las regiones fruteras españolas, aunque eran especialmente frecuentes en la España húmeda. Estas se podían clasificar en dos subgrupos: de mesa y de cocina (aunque algunas tenían aptitud mixta).
'Follá' es una variedad clasificada como de mesa, difundido su cultivo en el pasado por los viveros comerciales y cuyo cultivo en la actualidad se ha reducido a huertos familiares y jardines privados.

## Características
El peral de la variedad 'Follá' tiene un vigor medio, con porte erguido y de talla pequeña, muy productivo; florece en la segunda semana de abril (tardía); tubo del cáliz pequeño en forma de embudo con conducto medio o largo, estrecho o ensanchándose hacia el corazón.
La variedad de pera 'Follá' tiene un fruto de tamaño pequeño a medio; forma ovoide o esferoidea, sin cuello, ligeramente asimétrica, y con contorno más bien regular, de peso 76,00 gr., diámetro máximo 53 mm, posición del "DM" claramente cara al cáliz, longitud "L" es de 51 mm, la relación "L/DM" es de 0,97 mm (pequeña), la "DDM" (distancia al "DM" en mm) es de 25 mm (pequeña), y el perfil de los laterales es convexo; piel áspera y ruda y no obstante algo brillante; con color de fondo amarillo verdoso, sin chapa, sobre color ausente, color del sobre color ausente, distribución del sobre color ausente, el ruginoso-"russeting" de color cobrizo anaranjado cubre zonas irregularmente distribuidas en el fruto, presentando un punteado ruginoso-"russeting" grueso, ruginoso muy visible sobre el fondo, alrededor de la base del cáliz, "russeting" (pardeamiento áspero superficial que presentan algunas variedades) débil (0-25%);
Pedúnculo de longitud largo, de grosor medio, semi-carnoso, recto, implantado ligeramente oblicuo, cavidad del pedúnculo estrecha, poco profunda o casi superficial; anchura de la cavidad calicina estrecha o media, poco profunda, forma regular, borde liso o algo rebajado en una o más partes; ojo medio, abierto. Sépalos medios, triangulares, y algo convergentes, a veces caídos.
Carne de color crema amarillenta; textura media, semi-fundente, de jugosidad media; sabor característico de la variedad, de dulzura media y aromático, bueno; corazón pequeño, redondeado, muy próximo al ojo. Eje corto, lanceolado, estrecho y relleno. Celdillas medianas, elípticas, algo puntiagudas en la parte inferior. Semillas de tamaño medio, alargadas con cuello bastante marcado, en su mayoría abortadas. Azúcares totales (ºBrix): 13 (medios).
La pera 'Follá' tiene una época de maduración y recolección en 2ª semana de septiembre (mediana) (en CIAM). Se usa como pera de mesa fresca, y en cocina para hacer compotas.

## Susceptibilidades
Esta variedad presenta susceptibilidad ausente a la sarna del peral.